# Calypsopycnon georgiae
Calypsopycnon georgiae är en havsspindelart som beskrevs av Hedgpeth, J.W. 1948. Calypsopycnon georgiae ingår i släktet Calypsopycnon och familjen Ammotheidae. Inga underarter finns listade.